# 四季乡
四季乡是中国陕西省安康市岚皋县下辖的一个乡。

## 行政区划
四季乡下辖以下行政区：
月坝村、头桥村、长梁村、天坪村、麦溪村、茶棚村、竹园村、木竹村、苍水村